# Jazz Erotica
Jazz Erotica est un album du saxophoniste de jazz Richie Kamuca paru en 1957.  L’album fut réédité en 1959 sous le titre West Coast Jazz in Hifi et la pochette originale où figurait une peinture représentant une femme nue fut remplacée par une image plus conventionnelle. 
Le critique de jazz Ken Dryden, écrivant pour AllMusic, décerne à cet album la note de quatre étoiles sur cinq et mentionne que les collectionneurs peuvent s’attendent à payer un fort prix pour une copie de l’album. De même, le guide musical Goldmine Jazz Album Price Guide, écrit par Tim Neely et publié en 2011, estime la valeur d’une copie originale en condition presque neuve à 200 $.

## Personnel
- Richie Kamuca - saxophone ténor
- Frank Rosolino - trombone
- Conte Candoli - trompette
- Ed Leddy - trumpet
- Vince Guaraldi - piano
- Monty Budwig - contrebasse
- Stan Levey - batterie
- Bill Holman - saxophone bariton